# Fake Plastic Trees
"Fake Plastic Trees" é um single da banda de rock inglesa Radiohead, de 1995. É a quarta faixa do álbum The Bends. A canção fez parte da trilha sonora do filme Clueless, também de 1995 e estrelado por Alicia Silverstone.
"Fake Plastic Trees" ficou famosa no Brasil por ter sido utilizada como trilha sonora de uma campanha publicitária sobre a síndrome de Down. Também fez parte da trilha sonora de Bruna Surfistinha, sendo que a música só foi liberada pela banda após eles assistirem o filme.

## Posição nas paradas musicais
| Parada (1995)                                  | Melhor posição |
| ---------------------------------------------- | -------------- |
| Canadá (RPM Rock/Alternative)                  | 7              |
| Europa (Eurochart Hot 100)                     | 50             |
| Nova Zelândia (Recorded Music NZ)              | 22             |
| Escócia (Scottish Singles Chart)               | 15             |
| Reino Unido (UK Singles Chart)                 | 20             |
| Estados Unidos (Billboard Alternative Airplay) | 11             |

| Parada (1995)                 | Posição |
| ----------------------------- | ------- |
| Canada Rock/Alternative (RPM) | 29      |